# Weronika Tschernjachiwska

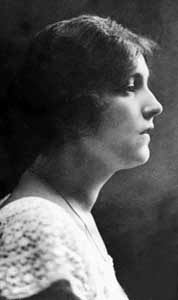
Weronika Tschernjachiwska (1918)

Weronika Oleksandriwna Tschernjachiwska (ukrainisch Вероні́ка Олекса́ндрівна Черняхі́вська; * 12. Apriljul. / 25. April 1900greg. in Kiew, Russisches Kaiserreich; † 22. September 1938, Kiew, Ukrainische SSR, Sowjetunion) war eine ukrainische Dichterin und Übersetzerin. Sie zählt zu den Künstlern der „hingerichteten Wiedergeburt“ (Розстріляне відродження) und wurde während des Großen Terrors erschossen.

## Familie
Weronika Tschernjachiwska entstammt einer Familie der Intelligenzija mit ukrainischem Selbstverständnis. Ihr Vater Oleksandr Tschernjachiwskyi (1869–1939) war Professor der Histologie, erster Vorsitzende der Union der ukrainischen Ärzte und Übersetzer künstlerischer und sozialwissenschaftlicher Literatur. Ihre Mutter Ljudmyla Staryzka-Tschernjachiwska (1868–1941) saß im ukrainischen Zentralna Rada und wurde 1919 stellvertretende Leiterin des Nationalen Rates der ukrainischen Frauen. Sie verfasste unter anderem Gedichte, Dramen und Literaturkritiken. Ihr Großvater war der Kulturaktivist, Dichter und Dramatiker Mychajlo Staryzkyj (1840–1904), ihr Großonkel der große ukrainische Komponist, Pianist und Dirigent Mykola Lyssenko (1842–1912).

## Leben
Weronika Tschernjachiwska wurde am 25. April 1900 geboren und wuchs im Kreis von Künstlern und Akademikern auf. Sie erhielt eine ausgezeichnete Ausbildung und Erziehung, erlernte in jungen Jahren Fremdsprachen und das Klavierspielen. Sie nahm an Theateraufführungen und Musikabenden teil, die im ukrainischen Klub und im Haus Lysenkos stattfanden. Nach der Februarrevolution von 1917 ließ der Generalsekretär für Bildung Iwan Steschenko, Ehemann ihrer Tante, das Zweite Ukrainische Gymnasium eröffnen. Sie besucht es mit Begeisterung und wurde zum Abschluss im Juni 1918 als eine der besten Schülerinnen mit einer Goldmedaille ausgezeichnet. Mit siebzehn hatte sie sich in den Offizier Konstantin „Koka“ Weligorski verliebt, der sich als Freiwilliger in die Armee der autonomen Republik einschrieb. Wie einige ihrer Klassenkameraden kam er im Januar 1918 an der Nordfront ums Leben. Erst im August erhielt sie die Nachricht von seinem Tod.

«Нехай хто завгідно приходить, аби тільки не було бомбардіровок. Я не можу допустити думки, що прийдеться знову лізти в страшний льох і слухати, як розриваються снаряди. Вічний страх, голод, нудьга.»

„Lass alles kommen, wenn es nur keine Bombardements gibt. Ich kann mir den Gedanken nicht vorstellen, wieder in einen schrecklichen Keller zu klettern und die Granaten explodieren zu hören. Ewige Angst, Hunger, Langeweile.“

Im folgenden Jahr wurden ihr Vater und das medizinische Institut evakuiert. Bedrängt durch die bolschewistische und dann die „weiße“ Herrschaft machte sie sich mit ihrer Mutter auf, um den Vater zu suchen. Nach mehreren Wochen fanden sie ihn in Kamenez-Podolsk. Weronika Tschernjachiwska übersetzte dort Artikel aus ausländischen Zeitungen ins Ukrainische, arbeitete in einem Militärkrankenhaus und half den Kranken in einem Typhuslazarett. Im Mai 1920 kehrte die Familie mit der Regierung von Symon Petljuras in das halb zerstörte Kiew zurück. Sie versuchte, für sich selbst zu sorgen und arbeitete während ihres Studiums am Institut für Auslandsbeziehungen unter anderem in der Nationalbibliothek. Danach verdiente sie ihren Lebensunterhalt durch literarische und übersetzerische Arbeit. Sie heiratete 1921, aber die Ehe zerbrach nach acht Monaten. Von 1922 bis zum Frühjahr 1923 arbeitete sie in der Paketstelle der American Relief Administration (ARA). Nach deren Auflösung arbeitete sie als Angestellte und Druckerin im Volkskommissariat. Nach ihrem Abschluss beschäftigte sie sich hauptsächlich mit Übersetzungstätigkeiten. Sie beherrschte Altgriechisch, Latein, Russisch, Französisch, Deutsch und Englisch.
Mit ihrem Vater zog Tschernjachiwska 1926 für fünf Monate nach Berlin, wo sie ihm beim Übersetzen aus dem Deutschen assistierte und Kurse für moderne deutsche Kunst besuchte. Sie lernte dort den Bankier Theodor Hecken kennen, den sie 1928 heiratete. Danach wurde sie Studentin an der Universität Berlin, verbesserte ihre Englisch- und Deutschkenntnisse und unternahm ausgedehnte Reisen durch Europa. Da auch diese Ehe scheiterte, kehrte sie 1929 nach Kiew zurück. Im Jahr 1938 war der Mathematiker Mykola Hanscha ihr dritter Ehemann.

## Verhaftungen und Hinrichtung
Weronika Tschernjachiwska wurde 1929 kurz nach ihrer Rückkehr wegen Mitgliedschaft in der Union für die Befreiung der Ukraine verhaftet. Nach einigen Monaten Haft erfolgte die Freilassung aus Mangel an Beweisen, während ihre Eltern hinter Gittern einsaßen. Diese wurden in einem Schauprozess verurteilt.
Mit dem Vorwurf der Spionage für Deutschland erfolgte im Frühjahr 1938 die zweite Inhaftierung. Tschernjachiwska hatte private Kontakte zur Familie des deutschen Konsuls gepflegt, bei der auch eine gute Freundin Russisch-Unterricht gab. Das Todesurteil vom 22. September 1938 wurde in der Nacht zum 23. vollstreckt. Die Eltern erhielten die Mitteilung, dass ihre Tochter für zehn Jahre nach Sibirien verbannt worden sei. Nach einer Eingabe bei Stalin klärte Nikita Chruschtschow den Vater vermutlich über das Schicksal der Tochter auf. Dieser starb am 22. Dezember 1939 unmittelbar nach seiner Ankunft in Kiew. Die Umstände seines Todes gelten als ungeklärt. Die Mutter suchte in sibirischen Lagern wiederholt nach ihrer Tochter und schrieb im September 1940 an Beria.
Offizielle Informationen über das Schicksal Tschernjachiwskas wurden vom KGB der Ukrainischen SSR erst 1990 als Antwort auf Nachfrage eines Museums bereitgestellt. Mit Aktenzeichen Nummer 2818 vom 3. August 1990 gilt Weronika Tschernjachiwska-Hanscha als rehabilitiert.
Im Juni 1941 wurde ihre Mutter verhaftet, antisowjetischer Aktivitäten beschuldigt und unter anderem gefoltert. Sie starb während der Deportation nach Kasachstan. Im August 1989 wurde auch sie posthum rehabilitiert. Oksana Steschenko (Окса́на Миха́йлівна Стеше́нко, 1875–1942), die jüngere Schwester der Mutter, wurde verbannt und starb in einem sowjetischen Gulag. Wie Weronika Tschernjachiwska waren beide Autorinnen der „hingerichteten Wiedergeburt“. Besonders am 27. Oktober und am 3. November 1937 kam es zu Massenhinrichtungen von ukrainischen Künstlern hinsichtlich des zwanzigsten Jahrestages der Oktoberrevolution.

## Werke (Auswahl)
Gedichte:
Tschernjachiwska veröffentlichte ihre Gedichte in den Almanachen «Гроно» und «Вир революції» (Wirbelwind der Revolution).
Tagebuch:
Das Mychajlo-Staryzkyj-Museum verwahrt ihr Tagebuch.
Übersetzungen:
- Jack London: The Valley of the Moon. – «Місячна долина». 1927, Nachdruck 1971.
- Charles Dickens: Oliver Twist – «Олівер Твіст». 1929, Nachdruck 1963 und 1993.
- Émile Zola: Germinal – «Прорість або Жерміналь». ДВУ, 1929, Nachdruck 1961 und 2008.

Nach der Verhaftung ihrer Eltern veröffentlichte sie Übersetzungen anonym. Neben der Literatur übersetzte sie meist medizinische Schriften.